# Parornix trepidella
Parornix trepidella là một loài bướm đêm thuộc họ Gracillariidae. Nó được tìm thấy ở Hoa Kỳ (bao gồm Pennsylvania).